# Joachim Van Damme
Joachim Van Damme (Beveren, 23 juli 1991) is een Belgische voetballer die onder contract staat bij Standard Luik. Hij kan zowel centraal in de verdediging spelen als centraal op het middenveld.

## Carrière

### Begin profcarrière
Van Damme werd opgeleid bij KSK Beveren waar hij in het seizoen 2008/09 debuteerde in het eerste elftal. Nadat de club fusioneerde tot Waasland-Beveren werd Van Damme een belangrijke pion in het elftal van de tweedeklasser. In 2012 tekende hij een contract bij eersteklasser KV Mechelen.

### Doping
Op 29 januari 2016 werd bekendgemaakt dat hij bij een dopingcontrole op 16 januari 2016 positief had getest op het gebruik van cocaïne. Op maandag 1 februari 2016 werd zijn contract ontbonden en kreeg hij een stadionverbod opgelegd. Hij bleef weliswaar aan de club verbonden door middel van een minimumcontract. Het Vlaams Doping Tribunaal legde Van Damme op 16 juni 2016 een schorsing voor twee jaar op, die met terugwerkende kracht inging op 16 januari 2016.

### Terugkeer
In het seizoen 2017/18 besloot Waasland-Beveren hem een nieuwe kans te geven in het profvoetbal. Na hier enkele wedstrijden gespeeld te hebben informeerde ex-club KV Mechelen, dat ondertussen gedegradeerd was, om hem aan te trekken. Van Damme tekende uiteindelijk eind augustus 2018 een driejarige overeenkomst bij Mechelen. Het werd een topseizoen waarin kampioen gespeeld werd in Eerste Klasse B waardoor Mechelen na één seizoen dus al terugkeerde naar het hoogste niveau. Daarnaast werd ook de Beker van België gewonnen.

### Standard
Begin januari 2022 werd Van Damme getransfereerd naar Standard Luik. Hij tekende er een contract tot medio 2024. Voor het seizoen 2022-2023 wordt hij uitgeleend aan SK Beveren.

## Statistieken
| Seizoen         | Club                       | Competitie         | Competitie | Competitie | Play-offs | Play-offs | Beker | Beker | Supercup | Supercup | Totaal | Totaal |
| Seizoen         | Club                       | Competitie         | Wed.       | Dlp.       | Wed.      | Dlp.      | Wed.  | Dlp.  | Wed.     | Dlp.     | Wed.   | Dlp.   |
| --------------- | -------------------------- | ------------------ | ---------- | ---------- | --------- | --------- | ----- | ----- | -------- | -------- | ------ | ------ |
| 2008-09         | KSK Beveren                | Proximus League    | 2          | 0          | nvt       | nvt       | 0     | 0     | —        | —        | 2      | 0      |
| 2009-10         | KSK Beveren                | Proximus League    | 21         | 1          | nvt       | nvt       | ?     | ?     | —        | —        | 21     | 1      |
| 2010-11         | KVRS Waasland - SK Beveren | Proximus League    | 30         | 5          | nvt       | nvt       | ?     | ?     | —        | —        | 30     | 5      |
| 2011-12         | KVRS Waasland - SK Beveren | Proximus League    | 32         | 4          | 5         | 0         | 2     | 0     | —        | —        | 39     | 4      |
| 2012-13         | KV Mechelen                | Jupiler Pro League | 10         | 0          | 4         | 1         | 2     | 1     | —        | —        | 16     | 2      |
| 2013-14         | KV Mechelen                | Jupiler Pro League | 10         | 1          | 0         | 0         | 1     | 0     | —        | —        | 11     | 1      |
| 2014-15         | KV Mechelen                | Jupiler Pro League | 17         | 0          | 6         | 0         | 3     | 0     | —        | —        | 26     | 0      |
| 2015-16         | KV Mechelen                | Jupiler Pro League | 14         | 2          | 0         | 0         | 3     | 0     | —        | —        | 17     | 2      |
| 2017-18         | KVRS Waasland - SK Beveren | Jupiler Pro League | 2          | 0          | 7         | 0         | 0     | 0     | —        | —        | 9      | 0      |
| 2018-19         | KVRS Waasland - SK Beveren | Jupiler Pro League | 5          | 1          | 0         | 0         | 0     | 0     | —        | —        | 5      | 1      |
| 2018-19         | KV Mechelen                | Proximus League    | 22         | 5          | 2         | 0         | 6     | 1     | —        | —        | 30     | 6      |
| 2019-20         | KV Mechelen                | Jupiler Pro League | 20         | 3          | —         | —         | —     | —     | 1        | 0        | 21     | 3      |
| 2020-21         | KV Mechelen                | Jupiler Pro League | 23         | 2          | 0         | 0         | 0     | 0     | —        | —        | 23     | 2      |
| 2021-22         | KV Mechelen                | Jupiler Pro League | 6          | 0          | 0         | 0         | 0     | 0     | —        | —        | 6      | 0      |
| 2021-22         | Standard Luik              | Jupiler Pro League | 4          | 0          | 0         | 0         | 0     | 0     | —        | —        | 4      | 0      |
| Carrière totaal | Carrière totaal            | Carrière totaal    | 218        | 24         | 24        | 1         | 17    | 2     | 1        | 0        | 260    | 27     |

## Palmares
| Competitie               | Aantal      | Jaren       |             |             |
| KV Mechelen              | KV Mechelen | KV Mechelen | KV Mechelen | KV Mechelen |
| ------------------------ | ----------- | ----------- | ----------- | ----------- |
| Nationaal                |             |             |             |             |
| Kampioen Eerste Klasse B | 1x          | 2018/2019   |             |             |
| Beker van België         | 1x          | 2019        |             |             |